# Frères sorcières
Frères Sorcières est un roman d'Antoine Volodine publié en janvier 2019 aux Éditions du Seuil.

## Résumé
Le livre, sous-titré entrevoûtes, se compose de trois parties.
La première partie, Faire théâtre ou mourir (pp. 7-117), se présente comme un interrogatoire factuel impose (Accélérez le récit), un monologue à Éliane Schubert, au statut indéterminé, rescapée ou décédée, amenée à donner un récit abrégé de sa vie.
J'ai passé mon enfance sur les routes, avec une troupe de théâtre itinérante (p. 10). D'abord avec sa pseudo-mère, Gudrun Schubert, et sa pseudo-grand-mère, Wilma Schubert, qui lui ont transmis l'essentiel, dans les années cinquante principalement. 
Puis avec la Compagnie de la Grande-nichée, six à douze proférateurs, menée par Dora et Sorj Avakoumiane (la cinquantaine), hors des zones de guerre, dans des bourgades de montagne, aux noms à consonances sibériennes.
Ils nous faisaient pratiquer le théâtre beaucoup plus comme une cérémonie humblement chamanique destinée à reproduire de très vieilles prières intérieures que comme une activité capable de nous procurer quelques aumônes (p. 16). 
La petite troupe interprète des saynètes classiques et des fabulettes de boulevard, quelques sketches d'agit-prop, et parfois une pièce anonyme composée de courtes vociférations, avec des appels au meurtre et des mots d'ordre conçus pour un peuple de fin du monde [...], un auditoire de chamanes ou d'insectes, principalement femelles et mentalement hors limites (p. 16).
En arrivant en Khorogone, ou pays des Douze Ciels Noirs ou des Douze Ciels Corbeaux, depuis longtemps hors d'influence du Parti, la compagnie s'adjoint les services de Julius Bosch, une gueule de stalker, militaire, guide, facilitateur administratif, commissaire politique.
Il entraîne les deux bus et la douzaine de proférateurs, habitués à la modestie et au sordide, de bivouacs en villages, jusqu'à la rencontre d'un groupe de cavaliers armés. 
Ceux-ci confisquent les minibus et raccompagnent les étrangers, en lisière de la mort, au bourg de Kirdrik, occupé et dévasté par une troupe de 200 combattants à cheval.
Ne restent bientôt plus guère (de remarquable) que trois femmes (du théâtre), trois commandants, Alexis Blits, Souleïmane Gesualdo et Baïarov, et trois bandites/piratesses, Barbara Dong, Rotraud Korngold et Yee Mieticheva.
Le groupe de Baïarov se retire, après une longue chevauchée dans la chaîne des Hölkhög, dans sa base, un village de montagne, à partir duquel faire des raids, particulièrement à Sijdrad.
Les rescapés de ces nouvelles horreurs, le trio Baïarov, Yee et Éliane, et cinq hommes restés fidèles, tentent de passer l'hiver dans un village isolé...
La seconde partie, Vociférations (pp. 119-176), sous-titré cantopéra, se compose des 343 injonctions, regroupées en 49 chapitres numérotés, ordonne les incantations proférées (criées ou murmurées) par Éliane, après ses grand-mère et mère, suivie par celles qui l'accompagnent. Ainsi : 328, Quel que soit le rêve, oublie-le (p. 174).
La troisième partie, Dura nox, sed nox (pp. 177-300), est un long monologue, d'un seul paragraphe, d'une seule phrase, prononcée par un personnage insaisissable, revenu de milliers d'années, d'un Big Bang à l'autre. 
Il se souvient de ces bâtiments de centrale nucléaire naufragée, dont il avait été administrateur et président (p. 187), et où il a élevé ses trois filles, Loula Kim, Varvara Park et Morgane Koyatez, avec une poignée de coriaces dont l'organisme appréciait les radiations.
Le récit commence par une sorte de foire où il fait usage de la parole, avec sa voix de gorge, à scander les nombres, lamentations, litanies funèbres, chansons sorcières, hymnes, envoûtements, sortilèges, rhapsodies, formules secrètes, et autres borborygmes et inventions de son cru. Une sorte de juge des enfers (p. 195), qui se soucie de choisir un quidam capable de l'héberger longtemps, pour brûler en lui toute mémoire, et s'établir mentalement en lui, par exemple comme ce Hadeff Kakaïne, dans lequel il vit depuis trente-sept ans, en attendant mieux. Il peut tout aussi bien par voie de métamorphose et de petitesse se transformer en araignée, par cryptobiose, vers une nouvelle matrice et une nouvelle renaissance.
Ainsi, il s'est établi comme médecin guérisseur, mais sous l'aspect d'un monstre animal, avec des excroissances obscènes. 
Il rêve de se transformer en soldat aguerri et sombre, aux proportions harmonieuses (p. 203), soigne et vit avec Maryse Odilonne, quelques années.
Leurs trois filles, Amandine, Océane et Julienne, décèdent trop vite, puis leur mère : le père a retrouvé les rails de cette succession cyclique d'existences (p. 214. 
Pour avoir plusieurs fois emprunté le chemin du Bardo, il sait pouvoir se réincarner, grâce à un piège métaphysique, par empreintes génétiques sorcières, par pouvoirs surnaturels. 
Il le fait en Amandine, en Wolnika Empstein alias Bella Ciao, quitte à retrouver l'ancien ami-ennemi Jean Ostalnoï, en Babour Marsyas (garagiste), en Jean Goliathan.
Quitte à devoir se débarrasser encore une fois des Sept frères corbeaux, des Sept filles belettes, des Sept mésanges mineures et de tant d'autres : et par ces paroles je scelle une nouvelle fois ton éternité dans l'inexistence noire (p. 263).
Peut-être est-il même le démoniaque Moô Moô.
Le texte se finit comme il (re)commence : Moi, Jeanne l'Insolente...

## Éditions
- Frères Sorcières, éditions Éditions du Seuil, 300 pages  (ISBN 978-2-02-136375-3).

## Adaptation
Une partie du texte a été proposée par l'auteur à une troupe de théâtre sous le même titre.

## Réception
La plupart des lecteurs francophones de ce 43ème ouvrage postexotique du chamane Volodine ont beaucoup apprécié,,, malgré quelques déceptions nettes.
Le texte fait référence à des maîtres du genre, et d'autres genres : Lovecraft, Kropotkine, Volodine.